# Phalaris maderensis
Phalaris maderensis é uma espécie de planta com flor pertencente à família Poaceae. 
A autoridade científica da espécie é (Menezes) Menezes]], tendo sido publicada em Gram. Madeira 23. 1906.

## Portugal
Trata-se de uma espécie presente no território português, nomeadamente no Arquipélago da Madeira.
Em termos de naturalidade é endémica da Região Macaronésia.

## Protecção
Encontra-se protegida por legislação portuguesa ou da Comunidade Europeia, nomeadamente pelo Anexo II e IV da Directiva Habitats e pelo Anexo I da Convenção sobre a Vida Selvagem e os Habitats Naturais na Europa.